# Maurice Couve de Murville
Maurice Couve de Murville (Reims, 24 de janeiro de 1907 — 24 de dezembro de 1999) foi um político e diplomata francês. Ocupou o cargo de primeiro-ministro da França, entre 10 de julho de 1968 a 20 de junho de 1969. Foi embaixador da França no Egito (1950 a 1954), junto da NATO (1954), nos Estados Unidos (1955 a 1956) e na Alemanha Ocidental (1956 a 1958).
Partidário de Charles de Gaulle, sob a sua presidência desempenhou os cargos de ministro dos negócios estrangeiros (1958-1968) e ministro das finanças (1968), antes de ser primeiro-ministro (1968-1969).

## Obras
- Une politique étrangère, 1958-1969 (1971)
- Le Monde en face (1989)

## Carreira política
Funções governamentais
- Primeiro-ministro: 1968-1969
- Ministro das Relações Exteriores: 1958-1968
- Ministro da Economia e Finanças: maio-julho de 1968
- Presidente da Comissão de Relações Exteriores da Assembleia Nacional 1973-1981.

Mandatos eleitorais
- Membro da Assembleia Nacional da França por Paris: junho de 1968 (deixa o cargo porque é ministro) / 1973-1986
- Senador de Paris: 1986-1995

## Gabinete de governo
O gabinete de 10 de julho de 1968 - 20 de junho de 1969
- Maurice Couve de Murville – Primeiro Ministro
- Michel Debre – Ministro das Relações Exteriores
- Pierre Messmer - Ministro dos Exércitos
- Raymond Marcellin – Ministro do Interior, Saúde Pública e População
- François-Xavier Ortoli – Ministro da Economia e Finanças
- André Bettencourt – Ministro da Indústria
- Joseph Fontanet - Ministro do Trabalho, Emprego e População
- René Capitant – Ministro da Justiça
- Edgar Faure – Ministro da Educação Nacional
- Henri Duvillard - Ministro dos Veteranos e Vítimas de Guerra
- André Malraux – Ministro da Cultura
- Robert Boulin - Ministro da Agricultura
- Albin Chalandon - Ministro do Equipamento e Habitação
- Jean Chamant – Ministro dos Transportes
- Roger Frey – Ministro das Relações com o Parlamento
- Yves Guéna – Ministro dos Correios e Telecomunicações
- Maurice Schumann – Ministro dos Assuntos Sociais

Em 28 de abril de 1969 – Jean-Marcel Jeanneney sucedeu Capitant como Ministro interino da Justiça.